# Viaticum (Album)
Viaticum ist das zehnte Album des schwedischen Jazz-Trios Esbjörn Svensson Trio im zwölften Jahr seines Bestehens.

## Inhalt
Kritiker bescheinigten der Band, dass sie sich trotz der langen Geschichte immer noch weiterentwickeln würden, statt zu stagnieren. In einem Interview nach der Veröffentlichung des Albums sagte Esbjörn Svensson:

„We have to develop without knowing how. It still seems possible to do that, although we've been together so long. Maybe one day we won't be able to do it any more. But usually I only think, 'That's it, it's gone, I can't do it any more,' when I'm exhausted. If I just leave it a while, read a book, see a movie, play with my kids, I soon start to feel some music coming again. So far.“

„Wir müssen uns entwickeln, ohne zu wissen, wie. Es scheint immer noch möglich zu sein, obwohl wir so lange schon zusammen sind. Eines Tages vielleicht werden wir es nicht mehr können. Aber ich denke gewöhnlich nur dann: 'Das ist es! Es ist vorbei, ich kann es einfach nicht mehr!', wenn ich erschöpft bin. Wenn ich es eine Weile ruhen lasse, ein Buch lese, einen Film sehe oder mit den Kids spiele, fühle ich die Musik wieder aufsteigen. Bis jetzt, jedenfalls.“

Kai Kopp bescheinigt dem Album Massentauglichkeit trotz des Instrumentariums eines echten Jazz-Trios. Allerdings seinen die Themen – „trotz aller wahrhaftigen Schönheit“ – nicht mehr so griffig wie früher. Russel Finch befindet, dass EST im Vergleich zu ihrem früheren Keith-Jarrett-Sound jetzt nur noch sich selbst ähnlich klängen.

## Titelliste
1. Tide of Trepidation (7:12)
2. Eighty-Eight Days in My Veins (8:22)
3. The Well-Wisher (3:47)
4. The Unstable Table & the Infamous Fable (8:32)
5. Viaticum (6:51)
6. In the Tail of Her Eye (6:55)
7. Letter from the Leviathan (6:56)
8. A Picture of Doris Travelling With Boris (5:40)
9. What Though The Way May Be Long (6:20)

## Rezeption
2005 erhielt Viaticum unter anderem eine Platin-Schallplatte (Jazz-Award) für über 20.000 verkaufte Einheiten in Deutschland. Das Album zählt damit zu den meistverkauften Jazzalben in Deutschland. 2006 wurde das Album mit dem schwedischen Grammis ausgezeichnet.

## Trivia
Viaticum steht im Lateinischen für Wegzehrung, wird aber liturgisch auch als Ausdruck für die Sterbekommunion verwendet.